# Niu Chunge
Niu Chunge (* 14. Februar 2000 in Chuzhou) ist eine chinesische Leichtathletin, die sich auf den Stabhochsprung spezialisiert hat. 2025 wurde sie in Gumi Asienmeisterin in dieser Disziplin.

## Sportliche Laufbahn
Erste internationale Erfahrungen sammelte Niu Chunge im Jahr 2017, als sie bei den Jugendasienmeisterschaften in Bangkok mit übersprungenen 4,15 m die Goldmedaille gewann. Anschließend siegte sie mit 4,20 m bei den U18-Weltmeisterschaften in Nairobi. Im Jahr darauf belegte sie bei den U20-Weltmeisterschaften in Tampere mit 4,25 m den sechsten Platz und 2022 schied sie bei den Weltmeisterschaften in Eugene mit 4,20 m in der Qualifikationsrunde aus. Im Jahr darauf gewann sie bei den Asienmeisterschaften in Bangkok mit 4,51 m die Silbermedaille hinter ihrer Landsfrau Li Ling. Kurz darauf verpasste sie bei den Weltmeisterschaften in Budapest mit 4,50 m den Finaleinzug. Im Oktober gewann sie bei den Asienspielen in Hangzhou mit 4,30 m die Bronzemedaille hinter ihrer Landsfrau Li Ling und Misaki Morota aus Japan. 2024 musste sie sich bei den Hallenasienmeisterschaften in Teheran mit 4,41 m nur ihrer Landsfrau Li Ling geschlagen geben. Im August schied sie bei den Olympischen Sommerspielen in Paris mit 4,40 m in der Qualifikationsrunde aus. 
2025 siegte sie mit übersprungenen 4,48 m bei den Asienmeisterschaften in Gumi.
2023 wurde Niu chinesische Meisterin im Stabhochsprung im Freien sowie 2023 und 2025 in der Halle.